# Anarchie, État et utopie
Anarchie, État et utopie (titre original : Anarchy, State, and Utopia) est un ouvrage de philosophie politique écrit par le philosophe américain Robert Nozick. Il y défend des conceptions philosophiques minarchistes, considérant la possibilité d'un État « minimal ». L’ouvrage est découpé en trois parties distinctes, portant respectivement sur la justification d’un État minimal face à l'alternative anarcho-capitaliste, sur la critique de l’État-providence et des positions welfaristes rawlsiennes, et sur la désirabilité de l’État minimal, présenté comme un cadre propice à toutes les utopies (soit, une méta-utopie).
En opposition au livre Théorie de la justice (1971) de John Rawls, et dans un débat avec Michael Walzer Nozick plaide en faveur d'un État minimal, c'est-à-dire un État limité aux fonctions étroites de protection contre la violence, le vol, la fraude, et veillant à l'application des contrats, etc. Lorsqu'un État prend plus de responsabilités que celles-ci, Nozick considère que les droits individuels seront violés. Pour soutenir l'idée de l'État minimal, Nozick présente un argument qui illustre comment celui-ci découle naturellement de l'anarchie et comment toute expansion du pouvoir de l'État au-delà de ce seuil minimaliste est injustifiée.
Anarchie, État et Utopie a remporté le National Book Award américain de 1975 dans la catégorie philosophie et religion a été traduit en 11 langues et a été nommé l'un des "100 livres les plus influents depuis la guerre" (1945-1995) par le The Times Literary Supplement.

## Réception de l'œuvre
L'anarchie, l'État et l'utopie est issu d'un cours universitaire que Nozick a donné avec Michael Walzer à Harvard en 1971, intitulé Capitalisme et socialisme., Le cours était un débat entre les deux auteurs. Les idées de Nozick sont compilées dans Anarchie, État et Utopie, alors que Walzer publiera pour sa part Sphères de justice (1983), dans lequel il plaide pour une « égalité complexe ».
Murray Rothbard, théoricien de l'anarcho-capitaliste, critique Anarchie, État et utopie dans son essai Robert Nozick et la conception immaculée de l'État. À la fin de cet essai il développe notamment dix critiques. Tout d'abord Rothbard remet en cause l'idée de Nozick selon laquelle l'état de nature aurait nécessairement tendance à faire émerger un État minimal, et invite l'auteur à adopter l'anarcho-capitalisme puis « attendre que son État minimal se développe ». Rothbard, dans une perspective anarchiste, défend ensuite l'idée selon laquelle les droits individuels sont inaliénables. Or n'importe quel État les remettant en cause, toute structure étatique est injustifiée. Enfin Rothbard considère que la justification de l'État minimal par Nozick pourrait très bien conduire à un « maximal State » étant donné que les individus pourraient en effet vouloir développer d'autres protections que celle de la justice et de la sécurité.
Le juriste américain Arthur Allen Leff a critiqué Nozick dans son article de 1979 Éthique indicible, loi contre nature. Leff a déclaré que Nozick a construit son livre entier sur la simple affirmation que « les individus ont des droits qui ne peuvent pas être violés par d'autres individus », sans en apporter la preuve. De plus Leff appelle en outre « ostensiblement non convaincante » la proposition de Nozick selon laquelle les différences entre les individus ne seront pas un problème si des personnes partageant les mêmes idées forment des communautés géographiquement isolées.
Dans Lectures on the History of Political Philosophy (2007), John Rawls note que Nozick suppose que les transactions libres « préservent la justice » de la même manière que les opérations logiques « préservent la vérité ». Or Rawls souligne qu'il s'agit simplement d'une hypothèse ou d'une présupposition et qui nécessite une justification. En réalité pour lui, de petites inégalités créées par des transactions « justes » (au sens où elles sont consenties par des individus libres) s'accumulent avec le temps et finissent par entraîner de grandes inégalités et une situation injuste.